# Ballads in Blue〜The greatest hits of DEEN〜
『Ballads in Blue 〜The greatest hits of DEEN〜』（バラーズ・イン・ブルー ザ・グレイスト・ヒッツ・オブ・ディーン）は、DEENの6thアルバム。

## 作品の解説
- ファン投票を元にDEENのバラード曲を集めたバラードベストアルバム。

## 収録曲
作詞曲・編曲に記載の無いものは原曲と同じ
1. Blue eyes 〜Introduction〜
  - 作曲:山根公路　編曲:DEEN
2. いつか僕の腕の中で 〜Ballads in Blue style〜
  - 作詞:池森秀一　作曲:山根公路　編曲:池田大介

5thシングル『瞳そらさないで』のカップリング曲。投票第8位。波音のSEはカットされ、ヴォーカル・キーボードは再録しドラムパートは打ち込みに差し替えられている。
3. このまま君だけを奪い去りたい
  - 作詞:上杉昇　作曲:織田哲郎　編曲:葉山たけし

1stシングル。投票第2位。
4. 君の心に帰りたい
  - 作詞:池森秀一　作曲:山根公路　編曲:古井弘人

2ndアルバム『I wish』収録曲。投票第3位。
5. 翼を広げて
  - 作詞:坂井泉水　作曲:織田哲郎　編曲:葉山たけし

2ndシングル。投票第6位。
6. 君がいない夏
  - 作詞:小松未歩　作曲:小松未歩　編曲:池田大介

12thシングル。投票第13位。
7. 夢であるように
  - 作詞:池森秀一　作曲:DEEN　編曲:池田大介

13thシングル。投票第1位。
8. Teenage dream
  - 作詞:坂井泉水　作曲:栗林誠一郎　編曲:葉山たけし

6thシングル。投票第11位。
9. JUST ONE
  - 作詞・作曲:池森秀一　編曲:DEEN、池田大介（ストリングスアレンジ）

18thシングル。投票第9位。シングルバージョンはアルバム初収録。
10. MY LOVE
  - 作詞:池森秀一　作曲:山根公路、宇津本直紀　編曲:DEEN

19thシングル。投票第10位。本作に収録されているのは、『'need love』に収録されているバージョン。
11. 哀しみの向こう側
  - 作詞:池森秀一　作曲:池森秀一、山根公路　編曲:DEEN

21stシングル。投票第4位。アルバム初収録。
12. 少年
  - 作詞:池森秀一　作曲:山根公路、田川伸治　編曲:古井弘人

8thシングル両A面曲。投票第7位。
13. 蒼い戦士たち
  - 作詞:池森秀一　作曲:田川伸治　編曲:DEEN
  - 4thアルバム『'need love』収録曲。投票第12位。
14. 日曜日 〜Ballads in Blue style〜
  - 作詞・作曲:池森秀一　編曲:池田大介

9thシングル『ひとりじゃない』のカップリング曲。投票第5位。自然を思わせるSEが加わり、ボーカルを新録し、ドラムパートが打ち込みに差し替えられている。
15. 瞳そらさないで 〜Smooth Blue Mix〜 (featuring Vocal 7th Beat)
  - 作詞:坂井泉水　作曲:織田哲郎　編曲:DEEN

5thシングル。本作用にリアレンジ、コーラスに7th Beatがフィーチャーされたバージョン。2番のサビ部分のみがカットされている。
16. Blue eyes
  - 作詞:池森秀一　作曲:山根公路　編曲:DEEN

新曲。